# پرت اند ویتنی آر-۱۵۳۵ تووین واسپ جونیور
پرت اند ویتنی آر-۱۵۳۵ تووین واسپ جونیور (به انگلیسی: Pratt & Whitney R-1535 Twin Wasp Junior) یک موتور هواگرد ساختِ کارخانهٔ پرت اند ویتنی در کشور ایالات متحده آمریکا است . 